# Mark Haynes
Mark Haynes (Kansas City, 6 novembre 1958) è un ex giocatore di football americano statunitense che ha militato nel ruolo di cornerback nella National Football League (NFL).

## Carriera
Miller fu scelto come ottavo assoluto nel Draft NFL 1980 dai New York Giants. L'anno successivo giocò un ruolo importante nella qualificazione ai playoff della squadra per la prima volta dal 1963. Nel 1984 mise a segno 7 intercetti, venendo inserito nel First-team All-Pro. Nel 1986 passò ai Denver Broncos, prendendo parte a tutte e tre le qualificazioni al Super Bowl della squadra negli anni ottanta, tutti perduti tuttavia. Nel 1987 ebbe l'unico intercetto in carriera ritornato in touchdown.

## Palmarès

### Franchigia
American Football Conference Championship: 3
Denver Broncos: 1986, 1987, 1989

### Individuale
- Convocazioni al Pro Bowl: 3

1982, 1983, 1984
- First-team All-Pro: 2

1982, 1984